# Консульства Оранжевого Свободного Государства
Консульства Оранжевого Свободного Государства — официальные представительства Оранжевого Свободного Государства за рубежом, которые были учреждены в нескольких европейских государствах и в Соединенных Штатах Америки в 1855 году и просуществовали до 31 мая 1902 года, когда республика прекратила свое существование.
Первым созданным и наиболее важным консульством являлось консульство в Нидерландах. В период с 1871 года по 1902 год генеральный консул в Нидерландах также обладал дипломатическими преимуществами и титулом "специального посланника". В этой должности ему было поручено вести переговоры и заключать договоры с другими государствами и международными организациями от имени правительства Оранжевого Свободного Государства.
Кроме Нидерландов, консульства также располагались в Великобритании, Бельгии и Испании.